# Marlyse Hourtou
Marlyse Hourtou (* 29. Juli 1996 in N’Djamena) ist eine tschadische Bogenschützin, die mit dem Recurvebogen schießt.

## Werdegang
Hourtou begann mit dem Bogenschießen im Alter von 13 Jahren. Ihren ersten internationalen Auftritt hatte sie bei den Afrikameisterschaften 2016 in Windhoek, die sie auf dem 9. Platz beendete. Mit ihrem tschadischen Team verlor sie beide Duelle und kam somit auf den vierten und letzten Platz. Auch im Mixed schied sie in der ersten Runde aus. Acht Monate vor den Weltmeisterschaften 2019 erhielt Hourtou ein olympisches Stipendium und konnte sich gemeinsam mit zwei weiteren afrikanischen Bogenschützinnen im Exzellenz Center des Weltverbandes unter Leitung des Südkoreaners Kyeong Su-jeoung gezielt vorbereiten. In der Platzierungsrunde der WM in den Niederlanden erzielte sie 623 Punkte und kam auf Platz 87. In der ersten K.-o.-Runde unterlag sie der Schwedin Christine Bjerendal, gewann dabei einen Satz. Im August 2019 nahm Hourtou an den Afrikaspielen teil. Im Einzel kam sie ins Viertelfinale, in Mannschafts- und Mixed-Wettbewerb gewann sie jeweils mit ihren Teamkollegen die Bronzemedaille. Mit diesen Resultaten verpasste sie die Teilnahme an den Olympischen Spielen in Tokio knapp.
Jedoch erhielt Hourtou eine der beiden Wildcards des IOCs für das Einzel der Frauen, sodass sie bei den wegen der COVID-19-Pandemie um ein Jahr verschobenen Olympischen Spielen 2020 teilnehmen konnte. Damit war sie die erste teilnehmende Bogenschützin in der olympischen Geschichte ihres Landes. Dort erreichte sie in der Platzierungsrunde ein Ergebnis von 553 Punkten und kam damit nicht über den letzten Platz hinaus. Folglich musste sie in der K.o.-Runde an ihrem 25. Geburtstag gegen die Siegerin der Platzierungsrunde, die Südkoreanerin An San, antreten. Dabei gewann Hourtou den ersten Satz zwar noch überraschend 28:27, musste sich letztlich aber mit 6:2 Satzpunkten geschlagen geben. An San wurde in Tokio Olympiasiegerin im Einzel, mit der Mannschaft und im Mixed. 
Die Wettbewerbe in Tokio waren Hourtous bis dato letzten internationalen Auftritte.